# Craniophora
Craniophora is een geslacht van nachtvlinders uit de familie Noctuidae.

## Soorten
- C. adelphica Prout A. E., 1927
- C. albonigra Herz, 1904
- C. draudti H.L. Han & Kononenko, 2010[1]
- C. fasciata Moore, 1884
- C. hemileuca Berio, 1941
- C. jactans Draudt, 1937
- C. jankowskii Oberthür, 1880
- C. kalgana Draudt, 1931
- C. ligustri

Schedeldrager Denis & Schiffermüller, 1775
- C. malesiae Holloway, 1989
- C. melanisans Wiltshire, 1980
- C. nodyna Turner, 1904
- C. obscura Leech, 1900
- C. oda Lattin, 1949
- C. pacifica Filipjev, 1927
- C. paragrapha (Felder, 1874)
- C. phaeocosma Turner, 1920
- C. picata Wileman, 1914
- C. pontica (Staudinger, 1878)
- C. praeclara Graeser, 1890
- C. prodigiosa Draudt, 1950
- C. simillima Draudt, 1950
- C. taipaishana Draudt, 1950
- C. tigniumbra Draudt, 1937